# Joachim Pirsch
Joachim Pirsch (ur. 26 października 1914, zm. 25 sierpnia 1988) – niemiecki wioślarz, srebrny medalista olimpijski.
Wystartował w dwójkach podwójnych na igrzyskach olimpijskich w Berlinie w 1936 roku. W parze z Willim Kaidelem wywalczył srebrny medal. Walkę o złoty medal przegrali z Brytyjczykami o 5,4 sekundy. Był to jego jedyny start olimpijski.
W tej samej konkurencji zdobył również złoty medal na mistrzostwach Europy w Amsterdamie (1937).
Razem z Kaidelem zdobywał także mistrzostwo kraju w latach 1936-1937.